# Épertully
 Épertully  es una población y comuna francesa, en la región de Borgoña, departamento de Saona y Loira, en el distrito de Autun y cantón de Épinac.

## Demografía
| 81 | 78 | 53 | 39 | 44 | 60 |
| Para los censos de 1962 a 1999 la población legal corresponde a la población sin duplicidades (Fuente: INSEE [Consultar]) |    |    |    |    |    |